# تشارمندر
تشارمندر (بالإنكليزية:Charmander) هو أحد أجناس البوكيمون المتعددة وهو من النوع الناري .

## نبذه

### التسمية
يتكون اسم تشارمندر من كلمتي (Charmander) من كلمة (Char) وهي تعني الفحم، وكلمة (mander) وهي تعتبر كلمة مضافة أو بالأحرى لا يوجد معنى علمي لها, ولكن كلمة (Char) والتي تعني الفحم نتيجة لقوة تشارمندر النارية التي يستخدمها لضرب خصومه وللدفاع عن نفسه.

### شكله
تم تصميم شكل تشارمندر بشكل يشبه الديناصور تقريبا، بالإضافة إلى ذيله الذي ينتهي بلهب في طرفه، وحجم اللهب يعكس كل من الصحة الجسدية والعواطف لجنس التشارمندر.

### وجوده
غالبا مايتواجد تشارمندر في العالم الخيالي بالقرب من المصادر النارية، وبين الجبال والغابات.

### هجماته
يستخدم تشارمندر القوة النارية في هجومه، حيث أنه يخرج لهيب من فمه ويضرب به الأعداء، كما يستخدم هجوم الختش لاضعاف الخصم.

## وصلات
مقالة باللغة الإنكليزية عن تشارمندر